# John McComb Jr.

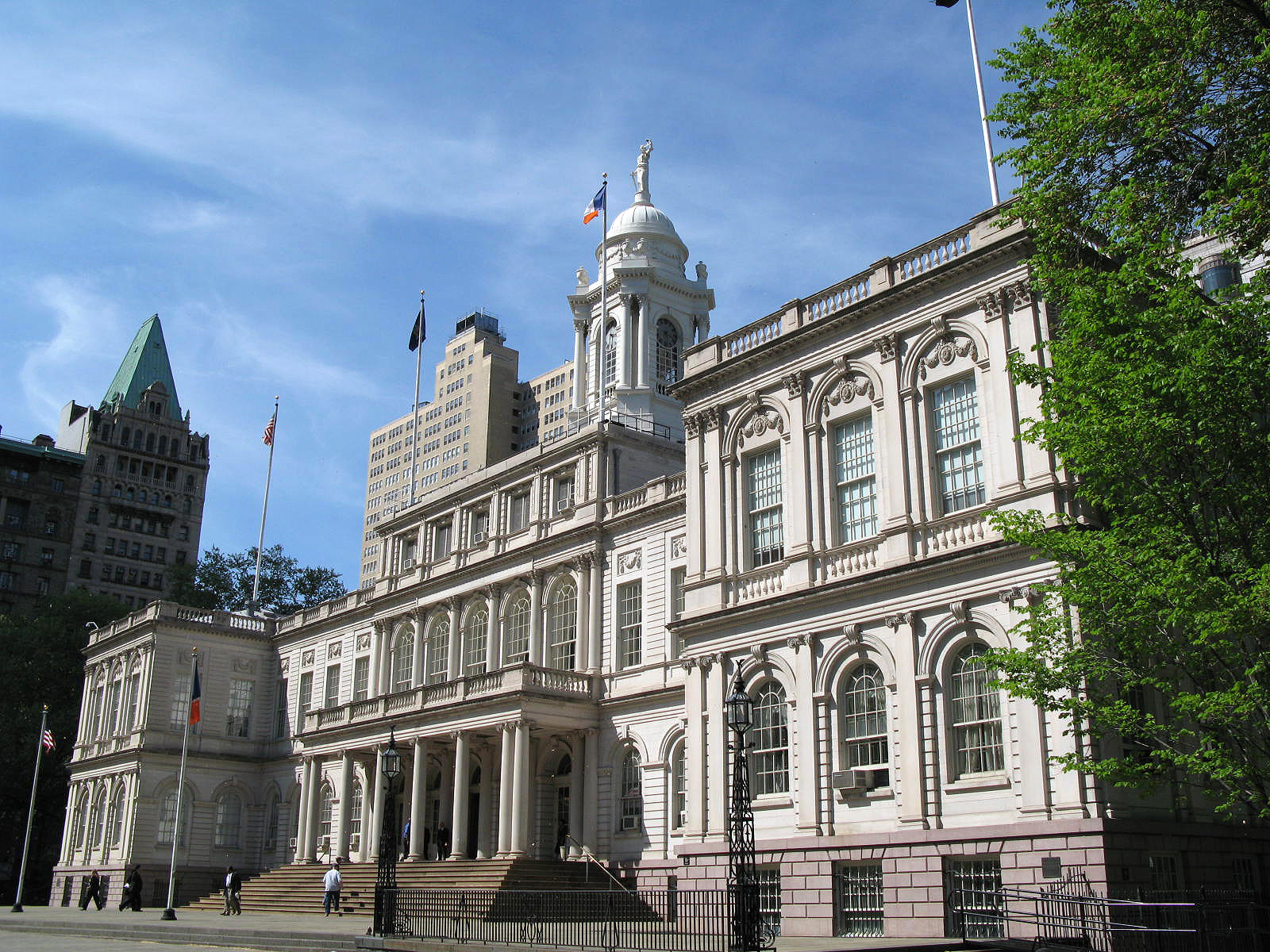
Il municipio di New York, progettato da John McComb

John McComb (New York, 17 ottobre 1763 – New York, 25 maggio 1853) è stato un architetto statunitense progettista di diversi edifici di rilievo a cavallo tra il XVIII e il XIX secolo.

## Biografia
Nacque a New York nel 1763. Suo padre, John McComb Sr., era a sua volta un architetto e costruttore e aveva progettato diverse chiese della città. 
John McComb Jr. lavorò inizialmente collaborando suo padre, e iniziò a lavorare in modo indipendente intorno al 1790. Poco dopo l'allora Ministro del Tesoro Alexander Hamilton gli affidò la costruzione del faro di Capo Henry.
Negli anni seguenti lavorò al progetto di altri edifici di rilievo del paese, come il Municipio di New York, Castle Clinton, Gracie Mansion, il faro di Montauk Point a Long Island o l'Hamilton Grange National Memorial, inizialmente residenza di Alexander Hamilton.
Morì novantenne nel 1853 ed è sepolto nel cimitero di Green-Wood a New York.